# Христо Георгиев (Мидирис)
Вижте пояснителната страница за други личности с името Христо Георгиев.
Христо Илиев Георгиев (с псевдоним Емил) е български стопански деец и политик от БКП.

## Биография
Роден е в ямболското село Мидирис (днес Калчево) на 23 февруари 1923 г. Член е на РМС от 1940 г. По време на Втората световна война лежи в затвора за комунистическа дейност, по-късно е партизанин.
След 9 септември 1944 г. е секретар на ОК на РМС в Ямбол. Член е на БКП от 1946 г. От 1958 до 1967 г. е председател на ТКЗС в родното си село. С указ № 210 от 27 март 1967 г. е удостоен с почетното звание „Герой на социалистическия труд“. След като ТКЗС-та се окрупняват, става председател на АПК.
До 1976 г. е секретар, а после е първи секретар (1976 – 1977) на Окръжния комитет на БКП в Ямбол. За саморазправа с кадри на ямболската организация, нарушаване на работата на организацията в областта на селското стопанство и нарушение на партийните методи и стила на работа е освободен от поста му с решение на Политбюро на ЦК на БКП от 23 май 1977 г. От 2 април 1976 до 4 април 1981 г. е кандидат-член на ЦК на БКП. Бил е инструктор и завеждащ отдел в ЦК на БКП. Народен представител е в VII народно събрание.
Носител е на орден „Георги Димитров“ (1973).